# Neusticomys ferreirai
Neusticomys ferreirai är en art i familjen hamsterartade gnagare som förekommer i Brasilien.
Med en kroppslängd (huvud och bål) av 10,6 till 11,4 cm, en svanslängd av 7,5 till 9,5 cm och en vikt av 31 till 36 g är arten en av de mindre medlemmarna i släktet Neusticomys. Ovansidan är täckt av glänsande brun päls med mindre inslag av orange hår. Vid kinderna blir det oranga inslaget ännu tydligare. Undersidans päls består av gråa och sandfärgade hår och den är bara lite ljusare än ovansidan. Undersidans hår är styvare och kortare än ovansidans hår. De avrundade öronen är ganska små men synliga utanför pälsen. Arten har en mindre simhud mellan andra, tredje och fjärde tån. På svansen förekommer mörkbruna hår. Den tredje molara tanden i respektive sida i över- och underkäken är liten och saknas ibland.
Arten lever i Amazonområdet i de brasilianska delstaterna Mato Grosso och Pará och uppehåller sig i regnskogar i låglandet. I regionen finns 20 till 25 meter höga träd samt epifyter och klätterväxter.
En hona som undersöktes under den torra perioden i juni var dräktig med fem ungar. I magsäcken av en annan individ hittades rester av kräftdjur. På grund av detta, och av simhuden, antas att Neusticomys ferreirai är delvis vattenlevande.
Regnskogens omvandling till jordbruksmark kan påverka beståndet negativt. Arten registrerades i den skyddade skogen Tapirapé-Aquiri. IUCN listar Neusticomys ferreirai med termen kunskapsbrist (DD), det vill säga att tillräckliga kunskaper om artens utbredning och/eller populationsstatus saknas.